# 常平倉
常平倉（じょうへいそう）とは中国・朝鮮や日本で、価格の平均を維持するため、あるいは飢民に穀物を賑給するために、穀物を備蓄するための公設の倉庫を指す。常平とは「穀物の価格を常に平準にする」という意味で、平準とは、「価格の安いときに買って高い時に売る」であり、穀価の安いときに官がより高い価格で買い上げ、穀価の高い時により安い価格で売り、穀物の価格を平均にし、民衆を救済するという経済政策の一種である。経済観念としては管子・李悝以来の古い起源をもっている。

## 概要

### 中国
中国において、常平という名を冠した倉は漢の宣帝の五鳳4年（前54年）に始まったとされる。ただ、これは軍糧を貯蔵したものに過ぎず、実質的には晋の泰始4年（268年）に、豊年と凶年、豊地と凶地とを相互に融通するために設置されたものが起源とされている。南朝では、常平倉は米価の暴落を防ぎ、地方豪族の利益を守る目的で、北朝では、米価の騰貴を抑え、農民の再生産を安定させ、政府の米の増加をはかるものだった。
隋においては、開皇3年（583年）、唐では、貞観13年に華北・華中に設置されており、安史の乱で一時廃されている。元和元年（806年）に常平義倉として、常平倉と義倉の双方の正確を兼任するものに改組された。五代においても、常平倉が論じられたことがあったが、唐末年の混乱で滅亡した官倉を復興することができなかった。
宋においては、淳化3年（992年）に京畿が豊作で米価の下落が発生したため、京城の4つの門に場をおいて、市価より米を高く買い上げ、凶年に放出させるといった「常平倉」が設置され、景徳3年（1006年）には辺境を除く各州郡に置かれた。しかし、景祐年間（1034年 - 1038年）以降は、兵糧の不足により常平倉の穀物を流用することが盛んになり、借放として、春に農民に穀を貸し出し、秋に低利で支払わせることが行われるようになった。王安石は常平倉を青苗法と結びつけ、県常平倉だけで500あまりに達し、借放がその中心任務とされた。旧法の時代になって旧制にもどされ、南宋になって一旦廃止され、常平法と常平倉を区別すべきとの考えに基づき、建炎年間（1127年 - 1130年）になって復活したが、相互扶助の倉として利用されただけであった。金や元も常平倉を実施しており、明においては義倉や社倉で民衆の救済が行われ、預備倉として借放が行われていた。清では順治年間（1644年 - 1661年）に州県に設置されたが、不正が多く、道光年間（1821年 - 1850年）以降は騒乱のために略奪の対象とされている。

### 朝鮮
朝鮮半島においては、高麗の成宗12年（993年）、両京十二牧に設置され、その設立主旨は中国の場合と同じで、国家から支出された米布により、糴糶（てきちょう）の法によって運用された。主として都市の物価平準を目的としており、地方農民のためには義倉が設置されていた。成宗から仁宗元年（1122年）までは開京に置かれ、忠烈王の時に廃止され、その後も廃置が繰り返されてきており、次第に義倉的な性格が強くなってきている。

### 日本(古代)
古代律令国家においては、淳仁朝の天平宝字3年（759年）5月の勅により制定されており、直接的には唐の政策を恵美押勝が模倣したものと思われる。冬の三ヶ月、都の市辺に飢えている人が多いのは、諸国から調を運んできた運脚が郷里に帰ることができないからであり、その困苦を救うため、脚夫が病気にかかり、また粮がなく飢えて凍えんでいるのを憐れみ、国の大小に従って、諸国の公廨稲から一定量を割り当てて「常平倉」を創設し、穀価の高低によって売り買いを行い、利益を収め、帰国をする脚夫の飢苦を救うというもので、畿外の民の飢えを救うのみならず、京中の米価の調整をも行おうとしたものである。東海道・東山道・北陸道は左平準署が担当し、山陰道・山陽道・南海道・西海道は右平準署が管掌することとしている。なお、これに類似した体制としては、9世紀以降の相撲節における相撲人の召集を、左右近衛府が分掌した、というのがある。
その後、光仁朝の宝亀2年（771年）9月、両平準署は廃止されているが、穀価の調整および貧民救済のための同種の政策はその後も行われている。宝亀4年（773年）3月、天下の穀価が高騰し、百姓（人民）が危急に陥ったので、「常平の義は古の善政なり」として、諸国の大小により、正税穀を低廉な時の価格で貧民に売り、秋になってから収穫物のうちから穎稲で納めさせる、6位以上の有位者および白丁で私稲を1万束以上売ったものには位一階を与え、さらに5千束ごとに位一階を進めて授けたという。また、桓武朝の延暦8年（789年）、美濃国・尾張国・三河国などで飢饉があったため、同様の制度として、「救急稲」が設置されている。
9世紀には、平安京の米価調節のために左右京に常平所（常平司）が設置されている。これは穀倉院とともに、10世紀まで活動したことが、『西宮記』に記されている。

### 日本(近世)
近世幕藩体制下においては、社倉・義倉とともに三倉と呼ばれ、前者が貯穀・救恤を目的としたのに対し、奈良時代同様、米価の調節を目的として設置された。
貝原益軒の『君子訓』・大月履斎の『燕居偶筆』、太宰春台『経済録』ともにその良法であることを説明しており、大宰は「四益」として
1. 米価の変動を少なくできる
2. 米を尊重する念を涵養できる
3. 不虞の災難に備えられる
4. 運送費が節約できる

として、その有用性をあげている。
そのほかの学者の書にも常平倉について言及されているが、実際に設置したところは、野中兼山の土佐藩、保科正之による会津藩、徳川斉昭による水戸藩、島津斉彬の薩摩藩などが知られているだけである。また、文政3年（1820年）に幕府領の佐渡相川に設置された国産会所の「広恵倉」（こうけいそう）が、米穀の買い入れ、販売による米価調整の機能を持っていたことが分かっている。
江戸幕府が常平倉を設置しなかった理由として、本庄栄治郎は幕府には江戸・大坂などを物資の集散地として手中に収めており、買米・廻米・囲米などの政策を強行することが可能だったため、常平倉をわざわざ自主的に設置する必要がなかったのであり、僅か数藩にしか設置されなかった理由として、
1. 各藩に既に義倉・社倉が設置されていた
2. 様々な米価調整策が既に行われていた
3. 多大の財力が必要だった
4. 敢行する人物が必要とされた

という4点があげられる、としている。